# Nawabzada Nasrullah Khan
Nawabzada Nasrullah Khan (* 1918 in Khangarh, Punjab, Pakistan; † 26. September 2003 in Islamabad) war ein führender pakistanischer Oppositionspolitiker und Gegner von General Pervez Musharraf.

## Biografie
Khan war nach dem Studium der Rechtswissenschaften als Rechtsanwalt tätig und wurde im Laufe seiner fünfzigjährigen Anwaltstätigkeit zu einem der angesehensten Verfechtern der Demokratie, der andererseits während der in Pakistan herrschenden Militärdiktaturen immer wieder verhaftet wurde.
Er war der Führer der wichtigsten Gruppierung der Opposition, der Allianz für die Wiederherstellung der Demokratie (Alliance for the Restoration of Democracy), sowie der daraus entstandenen Demokratischen Partei Pakistans (Pakistan Democratic Party). Als Gegner der Einflussnahme der Streitkräfte Pakistans in die Politik verbrachte er während der 1960er und 1970er Jahre mehrere Jahre in Gefängnissen.
Nach der Machtübernahme durch General Pervez Musharraf 1999 wurde er wiederum zum Führer der politischen Opposition, die im Oktober 2002 zumindest die Durchführung von Wahlen und mit Zafarullah Khan Jamali auch die Wiedereinsetzung eines Premierministers erreichte. Musharraf blieb gleichwohl als Präsident und Befehlshaber der Streitkräfte die höchste politische Machtperson im Staat. Khan forderte Musharraf auf, das Amt des Armeebefehlshabers aufzugeben und kritisierte außerdem mehrere Verfassungszusätze des Generals durch Dekret, die die Macht der Streitkräfte festigten.
Um den Druck auf Musharraf zu erhöhen, reiste Khan im September 2003 nach London, wo er sich mit der dort seit 1999 im selbstgewählten Exil befindlichen ehemaligen Premierministerin Benazir Bhutto traf. Darüber hinaus traf er sich in Saudi-Arabien mit dem ehemaligen Ministerpräsidenten Nawaz Sharif, dessen Regierung am 12. Oktober 1999 durch General Musharraf abgesetzt wurde. Khan versuchte beide trotz der sie dort zu erwartenden Inhaftierung, zur Rückkehr nach Pakistan zu drängen, was ihm jedoch nicht gelang.